# Karplus-Strong-Algorithmus
Der Karplus-Strong-Algorithmus ist ein Verfahren der Klangsynthese, welches besonders geeignet ist, um den Klang von Saiteninstrumenten zu simulieren. Der Algorithmus wurde 1983 im Computer Music Journal von Kevin Karplus und Alex Strong vorgestellt. Ein US-Patent wurde 1987 erteilt.
Der Algorithmus basiert auf einem Kreislauf, in dem Geräuschsamples zirkulieren und dabei einen Filter durchlaufen. In diesen Kreislauf wird initial ein zufälliges Geräusch eingespeist, welches in jedem Durchlauf einmal vom Filter modifiziert und ausgegeben wird. Der Algorithmus gehört zu den sogenannten waveguiding-Verfahren.

## Funktionsweise

Funktionsschema

Die Methode basiert auf dem aus der elektrischen Messtechnik bekannten Speicher-Wellenform-Generator, der um eine Rückkopplung erweitert wurde: Zu Beginn werden einmalig p Samples mit z. B. zufälligen Geräuschen in den Speicher (FIFO) geschrieben. Danach beginnt der Kreislauf: Das erste Sample verlässt den Speicher, wird ausgegeben, durchläuft den Filter und wird in der modifizierten Version wieder in den Speicher zurückgeschrieben. Das Ganze geschieht mit einer Rate von R Samples pro Sekunde. Nachdem alle Samples einmal durchlaufen wurden, beginnt die Sequenz von Neuem, diesmal jedoch in einer leicht veränderten Form.
Bei zufälligen Samples passen die Perioden der darin enthaltenen Frequenzen nicht zu der Länge des Speichers, weshalb es zu Sprüngen in den Amplituden kommt. Durch das ständige Wiederholen entsteht ein Muster. Dem ehemaligen Signal wird so praktisch die Speicherlänge aufgezwungen, was die Einordnung als wave guiding unterstreicht. Aus Sicht der technischen Signalverarbeitung liegt hierbei eine Faltung des Signales mit sich selbst vor, bei der ein dedizierter Ausschnitt, nämlich die sich ergebende Dauer zur Periode des wiedergegebenen Signals wird. Aufgrund eines psychoakustischen Phänomens, dem „Periodicity Pitch“ (periodische Tonhöhe) nimmt man einen Ton wahr, dessen Grundfrequenz dem Verhältnis R/p Hz entspricht.
Die Klangfarbe wird dabei von den gewählten Eingangsgeräuschen und der Beschaffenheit des Filters bestimmt. Um die Abklingcharakteristik einer gezupften Saite zu simulieren, wird ein Tiefpassfilter verwendet. Etwaige Sprünge in den Samples werden dadurch geglättet und so verklingt der im Rauschmuster enthaltene Oberwellenanteil. Der Schwerpunkt der Energie verlagert sich somit zunehmend auf den Grundton. Ferner besitzt die Rückkopplung eine Dämpfung, d. h. dem System wird auf Dauer langsam Energie entzogen. Hochfrequente Komponenten der Geräusche verlieren insgesamt schneller an Energie, als die niederfrequenten Anteile. Damit nähert sich das Signal im Zeitverlauf immer mehr einer Sinuswelle an, ähnlich dem Verhalten einer ausgeklingenden Saite.